# Jonesville, Louisiana
Jonesville är en kommun (town) i Catahoula Parish i Louisiana. Vid 2010 års folkräkning hade Jonesville 2 265 invånare.